# اشكارلت (مقاطعة كلاردشت)
اشكارلت (بالفارسية: اشکارلت) هي قرية تقع في Kuhestan Rural District في إيران. يقدر عدد سكانها بـ 39 نسمة بحسب إحصاء 2016.